# 5e étape du Tour de France 2023
Pour un article plus général, voir Tour de France 2023.
La 5e étape du Tour de France 2023 se déroule le mercredi 5 juillet 2023 entre Pau et Laruns, exclusivement tracée dans le département des Pyrénées-Atlantiques, sur une distance de 162,7 kilomètres.

## Parcours
Cette cinquième étape de la 110e édition du Tour de France est la première étape de haute montagne et la première du diptyque pyrénéen. Au départ de Pau, les premiers soixante-dix kilomètres, jusqu'à Sainte-Engrâce par Lasseube et Oloron-Sainte-Marie, ne présentent pas de difficultés particulières, seulement un sprint intermédiaire situé à Lanne-en-Barétous (km 48,8).
À partir de Sainte-Engrâce débute le col du Soudet (hors catégorie, km 87,5, 15,2 km à 7,2 %). S'ensuit une longue descente, la traversée de la vallée d'Arette (km 108,2), puis la montée du col d'Ichère (3e catégorie, km 125, 4,2 km à 7 %). Cependant, toute l'attention reste concentrée sur l'ultime ascension de la journée : le col de Marie-Blanque (1re catégorie, km 144, 7,7 km à 8,6 %) ; les quatre derniers kilomètres sont à plus de 11 % de moyenne, avec des bonifications au sommet. Au sommet de ce dernier, il reste 18,5 kilomètres jusqu'à l'arrivée, dont onze pour le redescendre. Le parcours remonte la vallée d'Ossau jusqu'à Laruns, la ligne d'arrivée se situe 1 000 m avant le centre-ville, sur la rive gauche du gave d'Ossau en face de Béost, comme sur la 9e étape du Tour de France 2020,.

## Déroulement de la course
De nombreux coureurs démontrent un intérêt pour la formation d'une échappée, le rythme intense de ce début d'étape empêche sa création. Après une trentaine de kilomètres de course, trente-six coureurs parviennent à prendre une avance supérieure à trente secondes sur le peloton, devenu groupe maillot jaune. A l'arrière, l'Américain Quinn Simmons (Lidl-Trek) chute lourdement, mais parvient à reprendre la course.
L'échappée des trente-six coureurs est constituée de : l'Allemand Emanuel Buchmann (Bora-Hansgrohe), deux Américains Chris Hamilton (DSM-Firmenich) et Matteo Jorgenson (Movistar), deux Australiens Jai Hindley (Bora-Hansgrohe) et Jack Haig (Bahrain Victorious), quatre Autrichiens Felix Gall (AG2R Citroën), Felix Großschartner (UAE Emirates), Patrick Konrad (Bora-Hansgrohe) et Gregor Mühlberger (Movistar), quatre Belges Victor Campenaerts (Lotto Dstny), Tiesj Benoot (Jumbo-Visma), Wout van Aert (Jumbo-Visma) et Maxim van Gils (Lotto Dstny), du Canadien Hugo Houle (Israel-Premier Tech), quatre Colombiens Esteban Chaves (EF Education-EasyPost), Daniel Martínez (INEOS Grenadiers), Harold Tejada (Astana Qazaqstan) et Rigoberto Urán (EF Education-EasyPost), trois Danois Kasper Asgreen (Soudal Quick-Step), Christopher Juul Jensen (Jayco AlUla) et Mads Pedersen (Lidl-Trek), trois Espagnols Omar Fraile (INEOS Grenadiers), Juan Pedro López (Lidl-Trek) et Marc Soler (UAE Emirates), neuf Français Julian Alaphilippe (Soudal Quick-Step), Clément Berthet (AG2R Citroën), Matthieu Burgaudeau (TotalEnergies), Rémi Cavagna (Soudal Quick-Step), Bryan Coquard (Cofidis), Anthony Delaplace (Arkéa-Samsic), Christophe Laporte (Jumbo-Visma), Valentin Madouas (Groupama-FDJ) et Aurélien Paret-Peintre (AG2R Citroën), l'Italien Giulio Ciccone (Lidl-Trek), du Letton Krists Neilands (Israel-Premier Tech) et du Norvégien Torstein Træen (Uno-X).
Au sprint intermédiaire de Lanne-en-Barétous (km 48,8), Bryan Coquard précède Mads Pedersen, avec seize secondes d'avance sur le reste de l'échappée et deux minutes et quinze secondes d'avance sur le groupe maillot jaune. À la suite de ce sprint intermédiaire, Campenaerts, Pedersen et van Aert décident d'anticiper le col du Soudet (hors catégorie, km 87,5, 15,2 km à 7,2 %), l'écart sur le groupe de contre n'excède pas la minute d'avance. Au col du Soudet, Felix Gall précède Daniel Martínez, Giulio Ciccone, Jai Hindley et Krists Neilands de treize secondes et le groupe maillot jaune de quatre minutes et huit secondes.
Dans la traversée d'Arette (km 108,2), le groupe de tête est encore constituée de dix-huit coureurs. A la sortie du village, Neilands tente de s'extraire du groupe, il est chassé par un duo composé de Julian Alaphilippe et Wout van Aert. Au col d'Ichère (3e catégorie, km 125, 4,2 km à 7 %), Neilands passe en tête avec cinq secondes d'avance sur le duo de contre et dix-neuf secondes sur le reste de l'échappée ; le groupe maillot jaune compte un retard de trois minutes et trente secondes sur le coureur de tête. Dans la descente, Neilands est rejoint par le duo Alaphilippe - van Aert.
À Escot, au pied du col de Marie-Blanque (1re catégorie, km 144, 7,7 km à 8,6 %), le trio de tête compte une avance de vingt-quatre secondes sur le groupe de contre et trois minutes et une seconde sur le groupe maillot jaune. À 6 000 mètres du sommet, les trois coureurs de front sont rejoints par les coureurs de l'arrière. Rapidement, six coureurs s'imposent à l'avant de la course : Buchmann, Ciccone, Gall, Haig, Hindley et Martínez. A 4 000 mètres du sommet, le duo Felix Gall et Jai Hindley accélèrent et lâchent les autres coureurs ; à 1 800 mètres du sommet, le coureur australien distance le coureur autrichien.

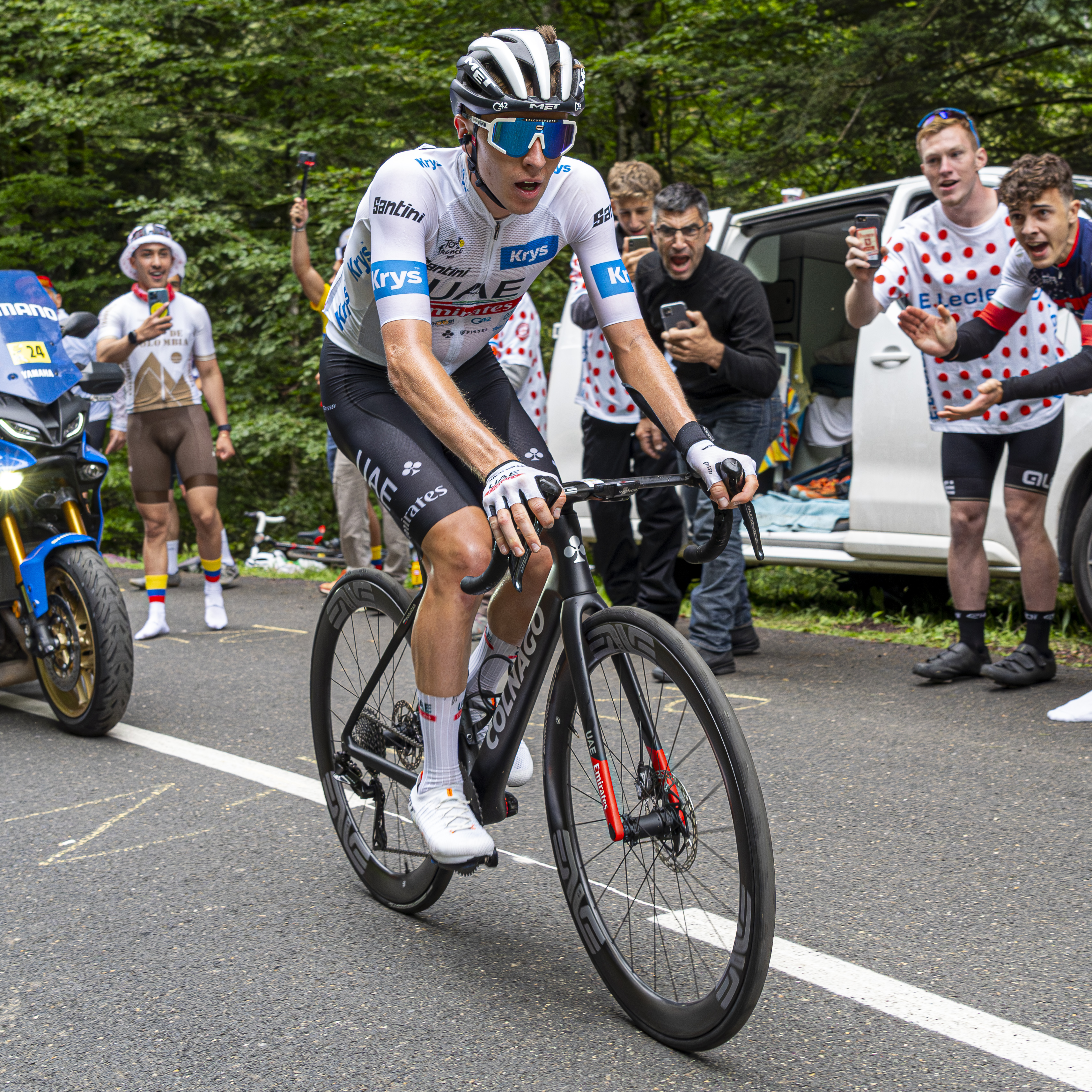
Tadej Pogačar dans l'ascension du col de Marie-Blanque

Dans le groupe des prétendants à la victoire finale, le maillot jaune britannique Adam Yates (UAE Emirates), son frère jumeau Simon Yates (Jayco AlUla) et le Français David Gaudu (Groupama-FDJ) sont notamment distancés par le relais imposé par l'Américain Sepp Kuss (Jumbo-Visma), dont seuls les deux derniers vainqueurs du Tour de France, le Danois Jonas Vingegaard (Jumbo-Visma) et le Slovène Tadej Pogačar (UAE Emirates), parviennent à suivre. A plus d'un kilomètre du sommet, Vingegaard place une attaque décisive, Tadej Pogačar est incapable de suivre. Jai Hindley passe seul en tête du col de Marie-Blanque, avec vingt-quatre secondes d'avance sur Felix Gall, cinquante-quatre secondes sur le duo Buchmann - Ciccone, une minute et quatre secondes sur Jonas Vingegaard, une minute et quarante-et-une secondes sur Tadej Pogačar et Sepp Kuss, puis, notamment, deux minutes et cinq secondes sur le quatuor des frères jumeaux Adam et Simon Yates, David Gaudu et l'Espagnol Carlos Rodríguez (INEOS Grenadiers). Dans la descente, Vingegaard rejoint Buchmann et Ciccone, puis Gall à Bielle, au pied de la descente. Tous trois ne souhaitant pas collaborer avec le vainqueur sortant du Tour de France, celui-ci doit s'employer seul pour augmenter l'écart sur son principal rival, Tadej Pogačar. Quant à ce dernier, il est rejoint par le groupe maillot jaune.
Jai Hindley s'impose en solitaire à Laruns. Giulio Ciccone et Felix Gall grimpent, respectivement, sur la deuxième et troisième marche du podium, à trente-deux secondes. Jonas Vingegaard coupe la ligne avec un retard de trente-quatre secondes sur le vainqueur du jour. Le groupe maillot jaune, composé de dix coureurs, compte un débours d'une minute et trente-huit secondes, soit une minute et quatre secondes perdue sur le dernier vainqueur du Tour de France. Derrière, un groupe de neuf coureurs, avec l'Australien Ben O'Connor (AG2R Citroën) et les trois Français Julian Alaphilippe, Romain Bardet (DSM-Firmenich) et Thibaut Pinot (Groupama-FDJ), arrivent ensemble à Laruns, une minute et cinquante-sept secondes après Jai Hindley.
Au sujet des différents classements : Adam Yates perd le maillot jaune au profit du vainqueur d'étape, Jai Hindley. Le Belge Jasper Philipsen (Alpecin-Deceuninck) conserve son maillot vert, tout comme Tadej Pogačar avec son maillot blanc. En passant en tête au col du Soudet, Felix Gall hérite du maillot à pois de l'Américain Neilson Powless (EF Education-EasyPost). L'équipe Jumbo-Visma reste en tête du classement par équipes. Wout van Aert est récompensé du prix de la combativité.

## Résultats
Cette section présente les résultats et prix obtenus au cours de l'étape.

### Classement de l'étape
| Classement de la 5e étape | Classement de la 5e étape | Classement de la 5e étape | Classement de la 5e étape | Classement de la 5e étape |
|                           | Coureur                   | Pays                      | Équipe                    | Temps                     |
| ------------------------- | ------------------------- | ------------------------- | ------------------------- | ------------------------- |
| 1er                       | Jai Hindley               | Australie                 | Bora-Hansgohe             | en 3 h 57 min 7 s         |
| 2e                        | Giulio Ciccone            | Italie                    | Lidl-Trek                 | + 32 s                    |
| 3e                        | Felix Gall                | Autriche                  | AG2R Citroën Team         | + 32 s                    |
| 4e                        | Emanuel Buchmann          | Allemagne                 | Bora-Hansgrohe            | + 32 s                    |
| 5e                        | Jonas Vingegaard          | Danemark                  | Jumbo-Visma               | + 34 s                    |
| 6e                        | Mattias Skjelmose Jensen  | Danemark                  | Lidl-Trek                 | + 1 min 38 s              |
| 7e                        | Daniel Martínez           | Colombie                  | Ineos Grenadiers          | + 1 min 38 s              |
| 8e                        | Tadej Pogačar             | Slovénie                  | UAE Team Emirates         | + 1 min 38 s              |
| 9e                        | David Gaudu               | France                    | Groupama-FDJ              | + 1 min 38 s              |
| 10e                       | Carlos Rodríguez          | Espagne                   | Ineos Grenadiers          | + 1 min 38 s              |
| modifier                  |                           |                           |                           |                           |

### Bonifications en temps
|   | Coureur        | Pays      | Équipe            | Secondes |
| - | -------------- | --------- | ----------------- | -------- |
| 1 | Jai Hindley    | Australie | Bora-Hansgohe     | 8 s      |
| 2 | Felix Gall     | Autriche  | AG2R Citroën Team | 5 s      |
| 3 | Giulio Ciccone | Italie    | Lidl-Trek         | 2 s      |

|   | Coureur        | Pays      | Équipe            | Secondes |
| - | -------------- | --------- | ----------------- | -------- |
| 1 | Jai Hindley    | Australie | Bora-Hansgohe     | 10 s     |
| 2 | Giulio Ciccone | Italie    | Lidl-Trek         | 6 s      |
| 3 | Felix Gall     | Autriche  | AG2R Citroën Team | 4 s      |

### Points attribués
| Sprint intermédiaire Lanne-en-Barétous (km 48,8) | Sprint intermédiaire Lanne-en-Barétous (km 48,8) | Sprint intermédiaire Lanne-en-Barétous (km 48,8) | Sprint intermédiaire Lanne-en-Barétous (km 48,8) | Sprint intermédiaire Lanne-en-Barétous (km 48,8) |
| ------------------------------------------------ | ------------------------------------------------ | ------------------------------------------------ | ------------------------------------------------ | ------------------------------------------------ |
|                                                  | Coureur                                          | Pays                                             | Équipe                                           | Point(s)                                         |
| 1er                                              | Bryan Coquard                                    | France                                           | Cofidis                                          | 20                                               |
| 2e                                               | Mads Pedersen                                    | Danemark                                         | Lidl-Trek                                        | 17                                               |
| 3e                                               | Wout van Aert                                    | Belgique                                         | Jumbo-Visma                                      | 15                                               |
| 4e                                               | Victor Campenaerts                               | Belgique                                         | Lotto Dstny                                      | 13                                               |
| 5e                                               | Rémi Cavagna                                     | France                                           | Soudal Quick-Step                                | 11                                               |
| 6e                                               | Patrick Konrad                                   | Autriche                                         | Bora-Hansgrohe                                   | 10                                               |
| 7e                                               | Kasper Asgreen                                   | Danemark                                         | Soudal Quick-Step                                | 9                                                |
| 8e                                               | Christopher Juul Jensen                          | Danemark                                         | Team Jayco AlUla                                 | 8                                                |
| 9e                                               | Tiesj Benoot                                     | Belgique                                         | Jumbo-Visma                                      | 7                                                |
| 10e                                              | Felix Gall                                       | Autriche                                         | AG2R Citroën Team                                | 6                                                |
| 11e                                              | Emanuel Buchmann                                 | Allemagne                                        | Bora-Hansgrohe                                   | 5                                                |
| 12e                                              | Matteo Jorgenson                                 | États-Unis                                       | Movistar Team                                    | 4                                                |
| 13e                                              | Juan Pedro López                                 | Espagne                                          | Lidl-Trek                                        | 3                                                |
| 14e                                              | Giulio Ciccone                                   | Italie                                           | Lidl-Trek                                        | 2                                                |
| 15e                                              | Torstein Træen                                   | Norvège                                          | Uno-X Pro Cycling Team                           | 1                                                |
| modifier                                         |                                                  |                                                  |                                                  |                                                  |

| Arrivée d'étape Laruns (km 162,7) | Arrivée d'étape Laruns (km 162,7) | Arrivée d'étape Laruns (km 162,7) | Arrivée d'étape Laruns (km 162,7) | Arrivée d'étape Laruns (km 162,7) |
| --------------------------------- | --------------------------------- | --------------------------------- | --------------------------------- | --------------------------------- |
|                                   | Coureur                           | Pays                              | Équipe                            | Point(s)                          |
| 1er                               | Jai Hindley                       | Australie                         | Bora-Hansgohe                     | 20                                |
| 2e                                | Giulio Ciccone                    | Italie                            | Lidl-Trek                         | 17                                |
| 3e                                | Felix Gall                        | Autriche                          | AG2R Citroën Team                 | 15                                |
| 4e                                | Emanuel Buchmann                  | Allemagne                         | Bora-Hansgrohe                    | 13                                |
| 5e                                | Jonas Vingegaard                  | Danemark                          | Jumbo-Visma                       | 11                                |
| 6e                                | Mattias Skjelmose Jensen          | Danemark                          | Lidl-Trek                         | 10                                |
| 7e                                | Daniel Martínez                   | Colombie                          | Ineos Grenadiers                  | 9                                 |
| 8e                                | Tadej Pogačar                     | Slovénie                          | UAE Team Emirates                 | 8                                 |
| 9e                                | David Gaudu                       | France                            | Groupama-FDJ                      | 7                                 |
| 10e                               | Carlos Rodríguez                  | Espagne                           | Ineos Grenadiers                  | 6                                 |
| 11e                               | Jack Haig                         | Australie                         | Bahrain Victorious                | 5                                 |
| 12e                               | Sepp Kuss                         | États-Unis                        | Jumbo-Visma                       | 4                                 |
| 13e                               | Simon Yates                       | Royaume-Uni                       | Team Jayco AlUla                  | 3                                 |
| 14e                               | Valentin Madouas                  | France                            | Groupama-FDJ                      | 2                                 |
| 15e                               | Adam Yates                        | Royaume-Uni                       | UAE Team Emirates                 | 1                                 |
| modifier                          |                                   |                                   |                                   |                                   |

### Cols et côtes
| Col de Soudet (km 87,5) Hors catégorie (15,2 km à 7,2 %) | Col de Soudet (km 87,5) Hors catégorie (15,2 km à 7,2 %) | Col de Soudet (km 87,5) Hors catégorie (15,2 km à 7,2 %) | Col de Soudet (km 87,5) Hors catégorie (15,2 km à 7,2 %) | Col de Soudet (km 87,5) Hors catégorie (15,2 km à 7,2 %) |
| -------------------------------------------------------- | -------------------------------------------------------- | -------------------------------------------------------- | -------------------------------------------------------- | -------------------------------------------------------- |
|                                                          | Coureur                                                  | Pays                                                     | Équipe                                                   | Point(s)                                                 |
| 1er                                                      | Felix Gall                                               | Autriche                                                 | AG2R Citroën Team                                        | 20                                                       |
| 2e                                                       | Daniel Martínez                                          | Colombie                                                 | Ineos Grenadiers                                         | 15                                                       |
| 3e                                                       | Giulio Ciccone                                           | Italie                                                   | Lidl-Trek                                                | 12                                                       |
| 4e                                                       | Emanuel Buchmann                                         | Allemagne                                                | Bora-Hansgohe                                            | 10                                                       |
| 5e                                                       | Jai Hindley                                              | Australie                                                | Bora-Hansgohe                                            | 8                                                        |
| 6e                                                       | Krists Neilands                                          | Lettonie                                                 | Israel-Premier Tech                                      | 6                                                        |
| 7e                                                       | Jack Haig                                                | Australie                                                | Bahrain Victorious                                       | 4                                                        |
| 8e                                                       | Matteo Jorgenson                                         | États-Unis                                               | Movistar Team                                            | 2                                                        |
| modifier                                                 |                                                          |                                                          |                                                          |                                                          |

| Col d'Ichère (km 124,8) 3e catégorie (4,2 km à 7,0 %) | Col d'Ichère (km 124,8) 3e catégorie (4,2 km à 7,0 %) | Col d'Ichère (km 124,8) 3e catégorie (4,2 km à 7,0 %) | Col d'Ichère (km 124,8) 3e catégorie (4,2 km à 7,0 %) | Col d'Ichère (km 124,8) 3e catégorie (4,2 km à 7,0 %) |
| ----------------------------------------------------- | ----------------------------------------------------- | ----------------------------------------------------- | ----------------------------------------------------- | ----------------------------------------------------- |
|                                                       | Coureur                                               | Pays                                                  | Équipe                                                | Point(s)                                              |
| 1er                                                   | Krists Neilands                                       | Lettonie                                              | Israel-Premier Tech                                   | 2                                                     |
| 2e                                                    | Wout van Aert                                         | Belgique                                              | Jumbo-Visma                                           | 1                                                     |
| modifier                                              |                                                       |                                                       |                                                       |                                                       |

| \| Col de Marie-Blanque (km 144,2) 1re catégorie (7,7 km à 8,6 %) \| Col de Marie-Blanque (km 144,2) 1re catégorie (7,7 km à 8,6 %) \| Col de Marie-Blanque (km 144,2) 1re catégorie (7,7 km à 8,6 %) \| Col de Marie-Blanque (km 144,2) 1re catégorie (7,7 km à 8,6 %) \| Col de Marie-Blanque (km 144,2) 1re catégorie (7,7 km à 8,6 %) \| \| -------------------------------------------------------------- \| -------------------------------------------------------------- \| -------------------------------------------------------------- \| -------------------------------------------------------------- \| -------------------------------------------------------------- \| \| \| Coureur \| Pays \| Équipe \| Point(s) \| \| 1er \| Jai Hindley \| Australie \| Bora-Hansgohe \| 10 \| \| 2e \| Felix Gall \| Autriche \| AG2R Citroën Team \| 8 \| \| 3e \| Giulio Ciccone \| Italie \| Lidl-Trek \| 6 \| \| 4e \| Emanuel Buchmann \| Allemagne \| Bora-Hansgohe \| 4 \| \| 5e \| Jonas Vingegaard \| Danemark \| Jumbo-Visma \| 2 \| \| 6e \| Jack Haig \| Australie \| Bahrain Victorious \| 1 \| \| modifier \| \| \| \| \| |                  |           |                    |          |
| Col de Marie-Blanque (km 144,2) 1re catégorie (7,7 km à 8,6 %) |                  |           |                    |          |
| | Coureur          | Pays      | Équipe             | Point(s) |
| 1er | Jai Hindley      | Australie | Bora-Hansgohe      | 10       |
| 2e | Felix Gall       | Autriche  | AG2R Citroën Team  | 8        |
| 3e | Giulio Ciccone   | Italie    | Lidl-Trek          | 6        |
| 4e | Emanuel Buchmann | Allemagne | Bora-Hansgohe      | 4        |
| 5e | Jonas Vingegaard | Danemark  | Jumbo-Visma        | 2        |
| 6e | Jack Haig        | Australie | Bahrain Victorious | 1        |
| modifier |                  |           |                    |          |

### Prix de la combativité
- Wout van Aert (Jumbo-Visma )

## Classements à l'issue de l'étape
Cette section présente le classement général et les différents classements annexes à l'issue de l'étape.

### Classement général
| Classement général | Classement général       | Classement général | Classement général | Classement général  |
|                    | Coureur                  | Pays               | Équipe             | Temps               |
| ------------------ | ------------------------ | ------------------ | ------------------ | ------------------- |
| 1er                | Jai Hindley              | Australie          | Bora-Hansgrohe     | en 22 h 15 min 12 s |
| 2e                 | Jonas Vingegaard         | Danemark           | Jumbo-Visma        | + 47 s              |
| 3e                 | Giulio Ciccone           | Italie             | Lidl-Trek          | + 1 min 3 s         |
| 4e                 | Emanuel Buchmann         | Allemagne          | Bora-Hansgrohe     | + 1 min 11 s        |
| 5e                 | Adam Yates               | Royaume-Uni        | UAE Team Emirates  | + 1 min 34 s        |
| 6e                 | Tadej Pogačar            | Slovénie           | UAE Team Emirates  | + 1 min 40 s        |
| 7e                 | Simon Yates              | Royaume-Uni        | Team Jayco AlUla   | + 1 min 40 s        |
| 8e                 | Mattias Skjelmose Jensen | Danemark           | Lidl-Trek          | + 1 min 56 s        |
| 9e                 | Carlos Rodríguez         | Espagne            | Ineos Grenadiers   | + 1 min 56 s        |
| 10e                | David Gaudu              | France             | Groupama-FDJ       | + 1 min 56 s        |
| modifier           |                          |                    |                    |                     |

| Classement par points | Classement par points | Classement par points | Classement par points | Classement par points |
| --------------------- | --------------------- | --------------------- | --------------------- | --------------------- |
|                       | Coureur               | Pays                  | Équipe                | Point(s)              |
| 1er                   | Jasper Philipsen      | Belgique              | Alpecin-Deceuninck    | 150 points            |
| 2e                    | Bryan Coquard         | France                | Cofidis               | 84 pts                |
| 3e                    | Victor Lafay          | France                | Cofidis               | 80 pts                |
| 4e                    | Mads Pedersen         | Danemark              | Lidl-Trek             | 76 pts                |
| 5e                    | Wout van Aert         | Belgique              | Jumbo-Visma           | 75 pts                |
| 6e                    | Caleb Ewan            | Australie             | Lotto Dstny           | 73 pts                |
| 7e                    | Mark Cavendish        | Royaume-Uni           | Astana Qazaqstan Team | 62 pts                |
| 8e                    | Tadej Pogačar         | Slovénie              | UAE Team Emirates     | 50 pts                |
| 9e                    | Jordi Meeus           | Belgique              | Bora-Hansgrohe        | 44 pts                |
| 10e                   | Jai Hindley           | Australie             | Bora-Hansgrohe        | 41 pts                |
| modifier              |                       |                       |                       |                       |

| Classement du meilleur grimpeur | Classement du meilleur grimpeur | Classement du meilleur grimpeur | Classement du meilleur grimpeur | Classement du meilleur grimpeur |
| ------------------------------- | ------------------------------- | ------------------------------- | ------------------------------- | ------------------------------- |
|                                 | Coureur                         | Pays                            | Équipe                          | Point(s)                        |
| 1er                             | Felix Gall                      | Autriche                        | AG2R Citroën Team               | 28 points                       |
| 2e                              | Giulio Ciccone                  | Italie                          | Lidl-Trek                       | 19 pts                          |
| 3e                              | Jai Hindley                     | Australie                       | Boa-Hansgrohe                   | 18 pts                          |
| 4e                              | Neilson Powless                 | États-Unis                      | EF Education-EasyPost           | 18 pts                          |
| 5e                              | Daniel Martínez                 | Colombie                        | Ineos Grenadiers                | 15 pts                          |
| 6e                              | Emanuel Buchmann                | Allemagne                       | Boa-Hansgrohe                   | 14 pts                          |
| 7e                              | Krists Neilands                 | Lettonie                        | Israel-Premier Tech             | 8 pts                           |
| 8e                              | Tadej Pogačar                   | Slovénie                        | UAE Team Emirates               | 7 pts                           |
| 9e                              | Jonas Vingegaard                | Danemark                        | Jumbo-Visma                     | 6 pts                           |
| 10e                             | Jack Haig                       | Australie                       | Bahrain Victorious              | 5 pts                           |
| modifier                        |                                 |                                 |                                 |                                 |

| Classement général du meilleur jeune | Classement général du meilleur jeune | Classement général du meilleur jeune | Classement général du meilleur jeune | Classement général du meilleur jeune |
|                                      | Coureur                              | Pays                                 | Équipe                               | Temps                                |
| ------------------------------------ | ------------------------------------ | ------------------------------------ | ------------------------------------ | ------------------------------------ |
| 1er                                  | Tadej Pogačar                        | Slovénie                             | UAE Team Emirates                    | en 22 h 16 min 52 s                  |
| 2e                                   | Mattias Skjelmose Jensen             | Danemark                             | Lidl-Trek                            | + 16 s                               |
| 3e                                   | Carlos Rodríguez                     | Espagne                              | Ineos Grenadiers                     | + 16 s                               |
| 4e                                   | Tom Pidcock                          | Royaume-Uni                          | Ineos Grenadiers                     | + 56 s                               |
| 5e                                   | Felix Gall                           | Autriche                             | AG2R Citroën Team                    | + 4 min 22 s                         |
| 6e                                   | Matthew Dinham                       | Australie                            | Team DSM-Firmenich                   | + 16 min 46 s                        |
| 7e                                   | Mathieu Burgaudeau                   | France                               | TotalEnergies                        | + 19 min 12 s                        |
| 8e                                   | Tobias Halland Johannessen           | Norvège                              | Uno-X Pro Cycling Team               | + 19 min 48 s                        |
| 9e                                   | Matteo Jorgenson                     | États-Unis                           | Movistar Team                        | + 21 min 32 s                        |
| 10e                                  | Maxim Van Gils                       | Belgique                             | Lotto Dstny                          | + 26 min 47 s                        |
| modifier                             |                                      |                                      |                                      |                                      |

| Classement par équipes | Classement par équipes | Classement par équipes | Classement par équipes |
|                        | Équipe                 | Pays                   | Temps                  |
| ---------------------- | ---------------------- | ---------------------- | ---------------------- |
| 1re                    | Jumbo-Visma            | Pays-Bas               | en 66 h 50 min 39 s    |
| 2e                     | Ineos Grenadiers       | Royaume-Uni            | + 1 min 46 s           |
| 3e                     | Lidl-Trek              | États-Unis             | + 3 min 24 s           |
| 4e                     | Bahrain Victorious     | Bahreïn                | + 4 min 1 s            |
| 5e                     | Groupama-FDJ           | France                 | + 6 min 15 s           |
| 6e                     | AG2R Citroën Team      | France                 | + 10 min 24 s          |
| 7e                     | UAE Team Emirates      | Émirats arabes unis    | + 11 min 22 s          |
| 8e                     | Bora-Hansgrohe         | Allemagne              | + 13 min 23 s          |
| 9e                     | Israel-Premier Tech    | Israël                 | + 17 min 8 s           |
| 10e                    | Team DSM-Firmenich     | Pays-Bas               | + 25 min 22 s          |
| modifier               |                        |                        |                        |

## Abandons
Deux coureurs ont abandonné lors de la 5e étape :
- Jacopo Guarnieri (Lotto Dstny) : non-partant ;
- Luis León Sánchez (Astana Qazaqstan Team) : non-partant.